# Questionnaire de Proust
Pour les articles homonymes, voir Proust (homonymie).

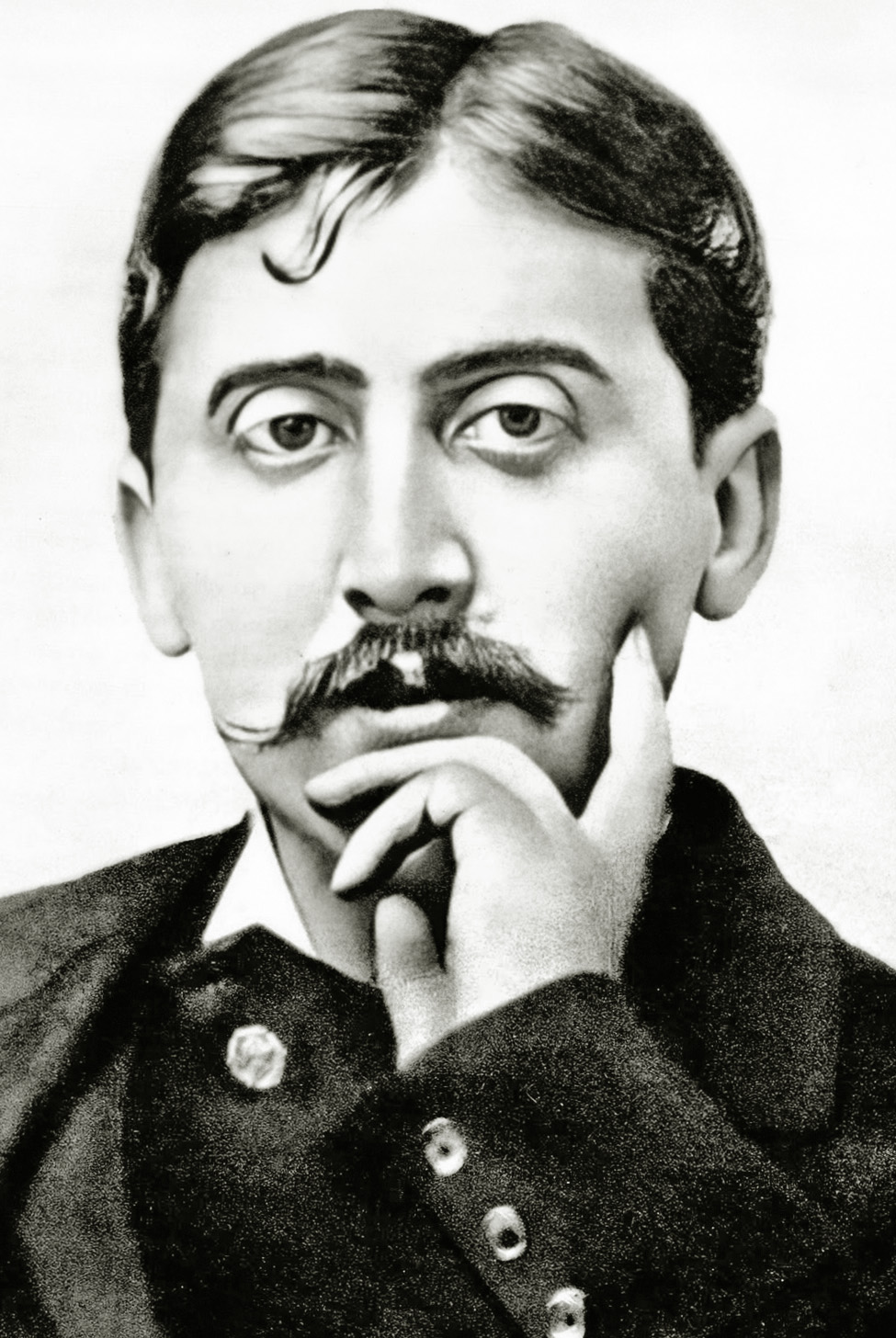
Marcel Proust vers 1900.

Le questionnaire de Proust est un questionnaire devenu célèbre par les réponses qu'y a apportées l'écrivain français Marcel Proust (1871-1922).

## Historique
Marcel Proust découvre ce test à la fin du XIXe siècle, alors qu'il est encore adolescent. Ce jeu anglais datant au moins des années 1860 était nommé Confessions. Celui-ci figure dans un album en anglais de sa camarade Antoinette, fille du futur président Félix Faure, dont le titre original est « An Album to Record Thoughts, Feelings, &c » (un album pour garder pensées, sentiments, etc.). À cette époque, ce genre de jeu est en vogue ; la mode en vient d'Angleterre : les questionnés peuvent y dévoiler leurs goûts et leurs aspirations. Proust s'y essaye à plusieurs reprises, toujours avec esprit.
Proust y répond semble-t-il pour la deuxième fois à seize ans, en septembre 1887, dans l'album de son amie d'enfance Antoinette Faure, qui réunissait toutes les réponses de sa petite bande d'amis de lycée dans un même cahier. Retrouvé en 1924 par André Berge, l'un des fils d'Antoinette Faure, dans le grenier familial, le manuscrit est vendu aux enchères le 27 mai 2003 pour la somme de 120 000 euros.
Il existe un autre manuscrit original des réponses de Proust. Il date probablement de 1890, l'année de ses 19 ans, à l'époque de son volontariat d'un an réalisé au 76e régiment d'infanterie à Orléans. Il est intitulé « Marcel Proust par lui-même ». Le questionnaire n'est pas daté de la main de Proust, on ne peut donc que spéculer sur la date approximative de ses réponses. A  la question de savoir quel fait militaire il estime le plus, Proust répond que c'est son propre volontariat, qu'il a réalisé entre novembre 1889 et novembre 1890. On peut donc en déduire qu'il a répondu pour la troisième fois au questionnaire probablement autour de 1890 ou quelque temps après.
On connaissait ces deux versions du questionnaire de Proust, mais un troisième questionnaire (qui est en fait chronologiquement le premier) a été retrouvé en avril 2018 par un libraire parisien, qui l'a reçu de particuliers. Il a été authentifié par le professeur Jean-Yves Tadié. Il semblerait que ce soit la première fois où Proust a répondu à ce questionnaire, en juin 1887, à l'âge de quinze ans.

## Le questionnaire
Proust n'a pas repris exactement le questionnaire anglais original. Outre la traduction, il a séparé des questions, en a ignoré certaines et en a ajouté d'autres,.
| Questions originales                            | Version de Proust                                   | Réponses de Proust vers 1890 |
| ----------------------------------------------- | --------------------------------------------------- | --- |
| Your favourite virtue.                          | Ma vertu préférée.                                  | Le besoin d'être aimé et, pour préciser, le besoin d'être caressé et gâté bien plus que le besoin d'être admiré.                       |
| Your favourite qualities in a man.              | La qualité que je préfère chez un homme.            | Des charmes féminins. |
| Your favourite qualities in a woman.            | La qualité que je préfère chez une femme.           | Des vertus d'homme et la franchise dans la camaraderie.                                                                                |
| Your chief characteristic.                      | Le principal trait de mon caractère.                | … |
| What you appreciate the most in your friends.   | Ce que j'apprécie le plus chez mes amis.            | D'être tendre pour moi, si leur personne est assez exquise pour donner un grand prix à leur tendresse.                                 |
| Your main fault.                                | Mon principal défaut.                               | Ne pas savoir, ne pas pouvoir « vouloir ».                                                                                             |
| Your favourite occupation.                      | Mon occupation préférée.                            | Aimer. |
| Your idea of happiness.                         | Mon rêve de bonheur.                                | J'ai peur qu'il ne soit pas assez élevé, je n'ose pas le dire, j'ai peur de le détruire en le disant.                                  |
| Your idea of misery.                            | Quel serait mon plus grand malheur ?                | Ne pas avoir connu ma mère ni ma grand-mère.                                                                                           |
| If not yourself, who would you be?              | Ce que je voudrais être.                            | Moi, comme les gens que j'admire me voudraient.                                                                                        |
| Where would you like to live?                   | Le pays où je désirerais vivre.                     | Celui où certaines choses que je voudrais se réaliseraient comme par un enchantement et où les tendresses seraient toujours partagées. |
| Your favourite colour and flower.               | La couleur que je préfère.                          | La beauté n'est pas dans les couleurs, mais dans leur harmonie.                                                                        |
| …                                               | La fleur que j'aime.                                | La sienne— et après, toutes. |
| …                                               | L'oiseau que je préfère.                            | L'hirondelle. |
| Your favourite prose authors.                   | Mes auteurs favoris en prose.                       | Aujourd'hui Anatole France et Pierre Loti.                                                                                             |
| Your favourite poets.                           | Mes poètes préférés.                                | Baudelaire et Alfred de Vigny. |
| Your favourite heroes in fiction.               | Mes héros dans la fiction.                          | Hamlet. |
| Your favourite heroines in fiction.             | Mes héroïnes favorites dans la fiction.             | Bérénice. |
| Your favourite painters and composers.          | Mes compositeurs préférés.                          | Beethoven, Wagner, Schumann. |
| Your favorite painter.                          | Mes peintres favoris.                               | Léonard de Vinci, Rembrandt. |
| Your favourite heroes in real life.             | Mes héros dans la vie réelle.                       | M. Darlu, M. Boutroux. |
| Your favourite heroines in real life.           | …                                                   | … |
| What characters in history do you most dislike. | …                                                   | … |
| Your heroines in World history.                 | Mes héroïnes dans l'histoire.                       | Cléopâtre. |
| Your favourite food and drink.                  | …                                                   | … |
| Your favourite names.                           | Mes noms favoris.                                   | Je n'en ai qu'un à la fois. |
| What I hate the most.                           | Ce que je déteste par-dessus tout.                  | Ce qu'il y a de mal en moi. |
| World history characters I hate the most.       | Les personnages historiques que je méprise le plus. | Je ne suis pas assez instruit. |
| The military event I admire the most.           | Le fait militaire que j'admire le plus.             | Mon volontariat ! |
| The reform I admire the most.                   | La réforme que j'estime le plus.                    | … |
| The natural talent I'd like to be gifted with.  | Le don de la nature que je voudrais avoir.          | La volonté, et des séductions. |
| How I wish to die.                              | Comment j'aimerais mourir.                          | Meilleur— et aimé. |
| What is your present state of mind.             | Mon état d'esprit actuel.                           | L'ennui d'avoir pensé à moi pour répondre à toutes ces questions.                                                                      |
| For what fault have you most toleration?        | Les fautes qui m'inspirent le plus d'indulgence.    | Celles que je comprends. |
| Your favourite motto.                           | Ma devise favorite.                                 | J'aurais trop peur qu'elle ne me porte malheur.                                                                                        |

## Postérité
- Dans Je est un autre, Philippe Lejeune raconte que, pour préparer les séries d'entretien littéraire, le producteur de radio Jean Amrouche soumettait aux écrivains avec lesquels il allait s'entretenir, un questionnaire type questionnaire Proust pour baliser les premières minutes de l'émission Qui êtes-vous ? et mettre ses invités en confiance.
- L'animateur de télévision Bernard Pivot, y voyant l'occasion pour un écrivain de dévoiler à la fois des aspects de son œuvre et de sa personnalité, soumettait traditionnellement ses invités à une version de son cru dérivée du questionnaire de Proust[6] à la fin de l'émission Bouillon de culture.
- Inspiré par Bernard Pivot, James Lipton, l'animateur de l'émission télévisée Inside the Actors Studio, soumettait des vedettes du grand écran américaines à une version à nouveau adaptée du questionnaire de Proust.
- Dans l'émission de radio Par Jupiter, les invités sont régulièrement soumis au « questionnaire JupiProust », une version humoristique du questionnaire de Proust[7].
- Dans le magazine hebdomadaire de la Frankfurter Allgemeine Zeitung des années 1980 et 1990, une personnalité répondait au questionnaire de Proust.